# غاقة أوروبية
الغاقة الأوروبية أو غاق شائع (الاسم العلمي: Phalacrocorax aristotelis) هو نوع من الطيور يتبع جنس الغاق من الفصيلة الغاقيات.
وهو بحجم الإوزة(90 سم) لون ريش الطيور البالغة أسود مع لمعان أخضر، الذقن أبيض وكذلك الوجنتان، والطيور الموجودة في العالم القديم عارية الحنجرة صفراء اللون. بينما الطيور الصغيرة بنية اللون مع بطن أبيض. يوجد في أوروبا وآسيا وأفريقيا وشمال شرقي كندا، وفي الشتاء في الولايات الأمريكية الوسطى الواقعة على الأطلسي.